# Henry Sacheverell
Henry Sacheverell (1675 – Highgate, 5 giugno 1724) è stato un presbitero e politico inglese.
Fu posto sotto accusa dal Parlamento per i suoi violenti sermoni contro il partito dei Whig.

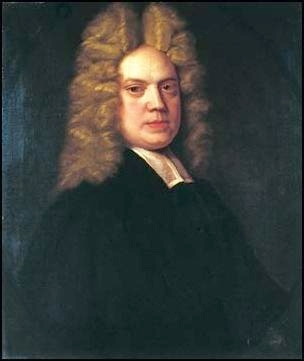
Henry Sacheverell
ritratto da Thomas Gibson (1710)

## Primi anni e istruzione
Henry, figlio di Joshua Sacheverell, parroco della chiesa di St Peter, a Marlborough, fu adottato dal suo padrino Edward Hearst che nel 1689 lo iscrisse al Magdalen College, Oxford. In questo college fu studente fino al 1701 e successivamente Fellow fino al 1713. Joseph Addison, anch'egli originario del Wiltshire, si era iscritto nello stesso college due anni prima di Sacheverell; egli dedicherà a Sacheverell la sua opera sui poeti inglesi pubblicata nel 1694. Sacheverell conseguì il Bachelor of Arts nel 1693, nel 1695 conseguì il (dottorato) Master of Arts e fu nominato (teologo) Doctor of Divinity nel 1708. Ordinato prete anglicano, il suo primo incarico fu nel piccolo vicariato di Cannock nello Staffordshire; divenne famoso come predicatore nella chiesa St Saviour di Southwark.

## I Pericoli della Falsa Fratellanza
I suoi famosi sermoni sulla Chiesa in pericolo per la negligenza dell'amministrazione Whig nel tutelarne gli interessi vennero pronunciati, uno a Derby (Derbyshire) il 15 agosto 1709, l'altro nella Cattedrale di San Paolo a Londra il 5 novembre 1709, sono conosciuti sotto il titolo di I pericoli della falsa fratellanza nella Chiesa e nello Stato. Il sermone pronunciato il 5 novembre, paragonando la "Congiura delle polveri" del 5 novembre 1605 con lo sbarco di Guglielmo d'Orange a Torbay del 5 novembre 1688, definiva entrambi gli avvenimenti come "una duplice liberazione" dal Cattolicesimo. Sacheverell paragonò la Congiura delle polveri alla data dell'esecuzione di Carlo I, 30 gennaio 1649, definendoli come due giorni di "rabbia e sete di sangue da parte di entrambi i papisti e i fanatici nemici della nostra Chiesa e del nostro Governo...Questi DUE GIORNI infatti non sono altro che l'unica prova e la visibile testimonianza dei medesimi pericolosi e rivoluzionari principi alleati nel sostenere l'iniquità". Nel pronunciare il sermone, la minaccia verso la chiesa da parte dei Cattolici venne trattata in pochi minuti; per la rimanente ora e mezza il sermone fu un duro attacco contro i "Nonconformisti" ed i "falsi fratelli" che aiutarono i cattolici contro la chiesa anglicana e lo Stato. Sacheverell sosteneva che la dottrina Anglicana della non-violenza non era stata infranta nel 1688 ma che fu la fuga dal paese di Giacomo II dopo l'abdicazione ad aprire le porte alla successione di Guglielmo d'Orange e sua moglie Maria e al perdurare della validità delle parole della Bibbia, "non toccate l'unto del Signore".
Questi sermoni vennero immediatamente ristampati, in particolare il primo dei due venne dedicato al sindaco e il secondo ad un parente dell'autore, George Sacheverell che quell'anno era High Sheriff del Derbyshire; poiché la collera dell'intera popolazione britannica era in questo periodo esercitata tra le fazioni rivali dei Whig e dei Tory, le argomentazioni di Sacheverell a favore della Chiesa fecero aumentare le preferenze per i conservatori che fecero del predicatore un loro idolo. L'amministrazione Whig cominciò a perdere lentamente ma inesorabilmente l'appoggio del paese e si trovò divisa sul fatto di perseguire o meno questo zelante parroco. John Somers si dimostrò contrario ad una tale misura; invece, Sidney Godolphin, che si riteneva fosse menzionato in una di queste arringhe con il soprannome di "Volpone," sollecitò e ottenne che venisse celebrato il procedimento giudiziario.

## Il processo
Le udienze furono tenute dal 27 febbraio al 21 marzo 1710 e il verdetto inflisse a Sacheverell una sospensione per tre anni e la distruzione con il fuoco dei due sermoni presso il Royal Exchange. Questo fu il verdetto dello Stato che ebbe l'effetto di fare di Sacheverell un martire agli occhi della popolazione e di far scoppiare (anche a causa delle pesanti tasse imposte ai Londinesi) i primi "disordini Sacheverell" a Londra e nel resto del paese, tra i quali gli assalti contro i luoghi di culto Presbiteriano e di altri Dissentienti. I disordini, a loro volta, portarono alle dimissioni del governo e alla promulgazione nel 1714 della legge antisommossa, la "Riot Act".

## Gli ultimi anni
Immediatamente dopo la scadenza della condanna (13 aprile 1713), Sacheverell fu nominato titolare della ricca canonica di St Andrew ad Holborn, da parte del nuovo governo Tory, che disprezzava l'autore dei sermoni ma ne temeva l'influsso sulla folla. Un'altra serie di "disordini Sacheverell" scoppiò nel 1715.  
Henry Sacheverell si spense a Grove, Highgate, il 15 giugno 1724. Fu seppellito nella sua chiesa.

## Retaggio
Il parlamentare del partito Whig Edmund Burke usò i discorsi pronunciati dai leader Whig durante il processo contro Sacheverell  in An Appeal from the New to the Old Whigs (1791) per dimostrare il vero Whiggismo (in opposizione alle opinioni dei 'New Whigs' di Charles James Fox).